# Леонгардт, Пауль Саладин
Пауль Саладин Леонгардт (нем. Paul Saladin Leonhardt; 13 ноября 1877, Позен — 14 декабря 1934, Кёнигсберг) — немецкий шахматист польского происхождения.
Участник международных турниров: Хилверсюм (1903) — 1-е (звание мастера); Гамбург, Остенде и Бармен (1905) — 1-е, 7-9-е и 7-10-е; Копенгаген и Карлсбад (1907) — 1-е и 3-5-е; Вена и Прага (1908) — 9-11-е и 7-9-е; Стокгольм и Гётеборг (1909) — 2-е; Карлсбад (1911) — 8-11-е (с А. Алехиным, С.Тартаковером, О. Дурасом). В 1913 выиграл матч у М. Ловцкого — 5½ : 1½ (+5 −1 =1); в 1911 — матч у А. Нимцович (+4 −0 =1).

## Книги
- Zur spanischen Partie, Stockh., 1913.